# Греко-украинские отношения
Греко-украинские отношения — двусторонние дипломатические отношения между Грецией и Украиной. Обе страны являются полноправными членами Организации по безопасности и сотрудничеству в Европе и Организации черноморского экономического сотрудничества. На Украине проживает большая греческая община (в основном в южных и восточных регионах страны).

Посольство Греции в Киеве

## История
Впервые территория современной Украины была заселена греками ещё в 500 году до н. э. Среди прочего, Одесса была основана древнегреческими колонистами, а также являлась местом, где была основана секретная организация «Филики Этерия».
Первая украинская дипломатическая миссия была открыта в Афинах 2 марта 1919 года и в дальнейшем была перенесена в Пирей. Миссию возглавил известный украинский ученый, литератор, историк и общественный деятель Фёдор Матушевский.
После провозглашения независимости Украины 24 августа 1991 года и Всеукраинского референдума 1 декабря 1991 года Украина как независимое государство была признана Грецией 31 декабря 1991 года. Установление дипломатических отношений между двумя государствами произошло 15 января 1992 года путём подписания в Афинах Протокола об установлении дипломатических отношений.
В мае 1992 года Украина открыла в Греции почётное Консульство, а в июне 1993 года — посольство Украины в Греции. В 1993 году Греция открыла посольство в Киеве, генеральные консульства были открыты в Мариуполе и Одессе. В апреле 2004 года Украина расширила своё дипломатическое присутствие в Греции, открыв генеральное консульство в Салониках.
Кроме того, в настоящее время функционирует два почётных консульства Украины в Пирее и Патрах.

## Культурно-гуманитарное сотрудничество
Базовыми документами, в рамках которых осуществляется украинско-греческое сотрудничество в культурно-гуманитарной и образовательной сферах, является Соглашение между Правительством Украины и Правительством Греческой Республики о сотрудничестве в области культуры, образования и науки (заключено 11 ноября 1996 года) и трёхлетняя Программа о сотрудничестве в области культуры, образования и науки (заключена 22 апреля 2002 года и автоматически обновляется на следующие периоды). Во исполнение указанных документов ежегодно между двумя странами осуществляются активные обмены в области культуры и образования. Существенным является сотрудничество по направлению побратимства городов и регионов (заключено 15 сделок).
Важный фактор укрепления дружеских отношений являются интенсивные гуманитарные связи и наличие украинской общины в Греции и греческой общины на Украине. По данным переписи 2001 года на Украине проживает 91,5 тыс. этнических греков, из них 77,5 тыс. в Приазовье, Донецкая область (см. румеи и урумы).
Большое значение для углубления дружественных отношений между Украиной и Грецией и в деле содействия сохранению национальной самобытности украинского Греции, имело открытие в 2010 году в парке «Гуди» муниципалитета Зографос, а также в 2014 году на площади «Греческо-украинской дружбы» в греческом городе Мандра памятников Тараса Шевченко, которые были построены на средства украинских и греческих меценатов.
С 2017 посольство Украины в Греции реализует комплекс мероприятий в рамках имиджевой бюджетной программы МИД Украины.
Граждане Греции и Украины имеют право безвизового въезда на Украину и в Грецию в соответствии с 90 сутками в течение 180 суток.

#### Научное и образовательное сотрудничество
На образовательном и научном направлениях активно реализуется потенциал украинского-греческого сотрудничества в области высшего образования.
Действуют прямые соглашения о сотрудничестве между рядом вузов Украины и Греции, среди которых: Киевский национальный университет, Национальный авиационный университет, Киевский национальный торгово-экономический университет, Харьковский национальный университет, Одесский национальный морской университет, Мариупольский государственный университет. Эти учреждения успешно сотрудничают с университетами таких городов как Афины, Салоники, Патры и Янина.

## Список двусторонних соглашений[9]
- Соглашение о дружбе и сотрудничестве между Греческой Республикой и Украиной (1997).
- Соглашение об экономическом, промышленном и научно-техническом сотрудничестве.
- Соглашение о поощрении и взаимной защите инвестиций.
- Соглашение об избежании двойного налогообложения.
- Соглашение о международных автомобильных перевозках.
- Соглашение о доставке.
- Соглашение о судебной помощи по гражданским делам.

## Двусторонние контакты

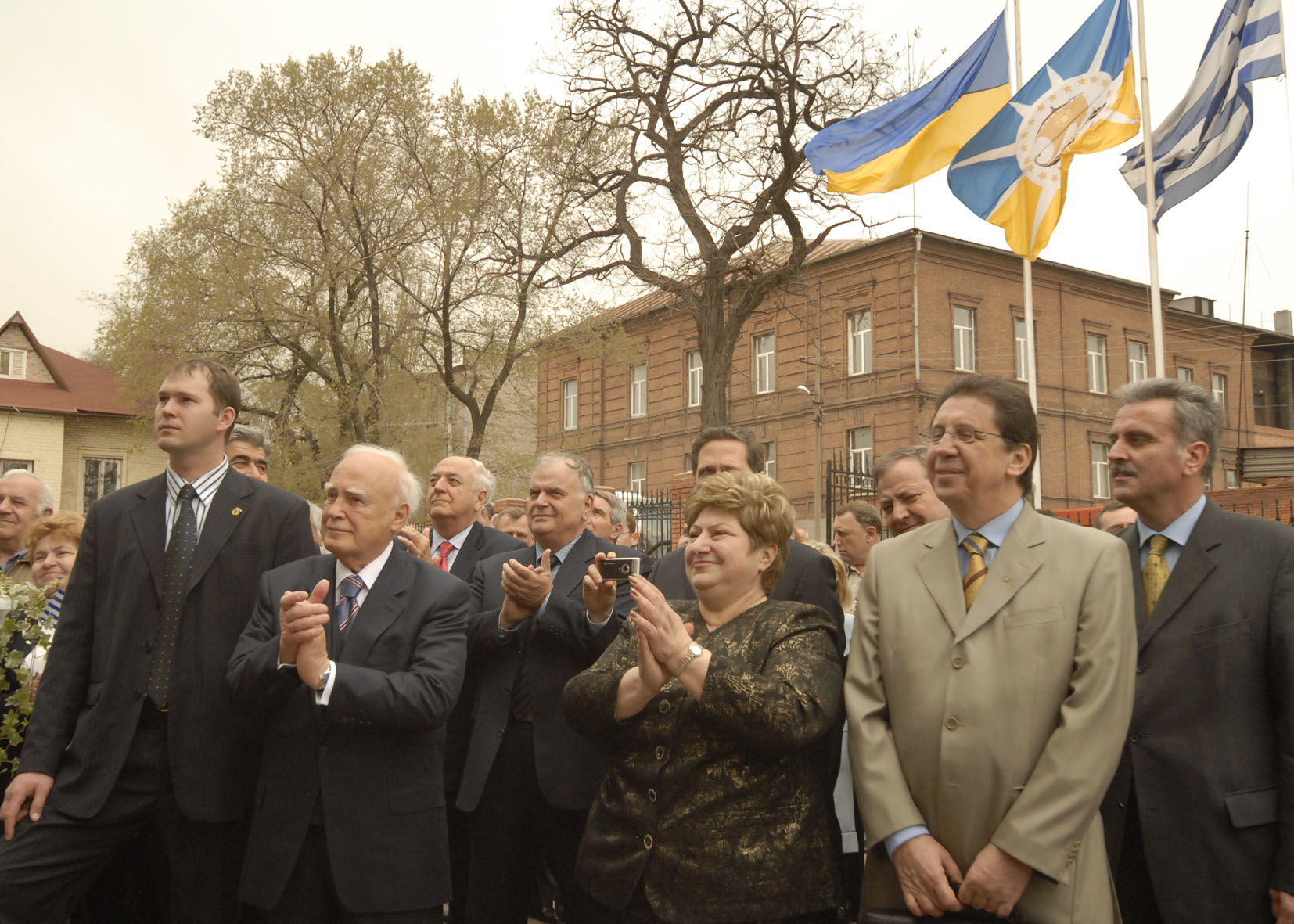
Визит президента Греции Каролоса Папульяса в Мариуполь, 2008 год

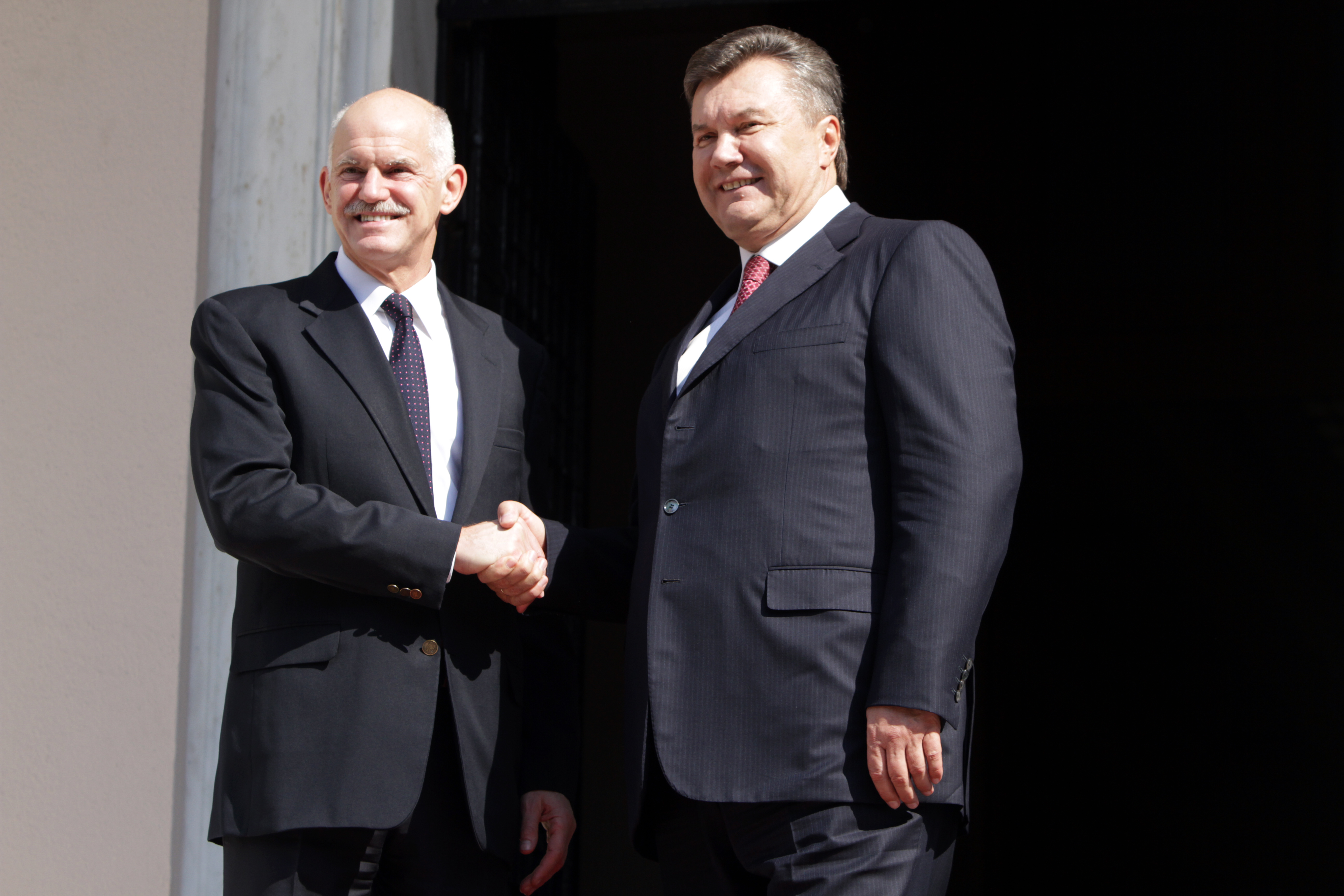
Встреча премьер-министра Греции Георгиоса Папандреу с президентом Украины Виктором Януковичем. Афины, 6 октября 2011 года

- Октябрь 1994: рабочий визит в Украину министра иностранных дел Греции Каролоса Папульяса[10].
- Ноябрь 1996: визит президента Украины Леонида Кучмы в Грецию.
- 6—11 октября 1997: визит в Грецию министра обороны Украины Александра Кузьмука.
- Декабрь 1997: визит президента Греции Константиноса Стефанопулоса на Украину.
- 6—7 ноября 2000: визит в Украину министра иностранных дел Греции Георгиоса Папандреу.
- 20—24 ноября 2000: рабочий визит в Грецию главы Администрации президента Украины Владимира Литвина.
- Апрель 2001: визит премьер-министра Украины Виктора Ющенко в Грецию.
- 17—19 апреля 2002: официальный визит в Грецию министра иностранных дел Украины Анатолия Зленко.
- Июль 2002: визит премьер-министра Греции Костаса Симитиса на Украину.
- 31 октября — 2 ноября 2002: официальный визит в Грецию председателя Верховной рады Украины Владимира Литвина.
- 7—9 апреля 2003: визит в Грецию премьер-министра Украины Виктора Януковича.
- 29 сентября — 3 октября 2003: визит в Грецию председателя Государственной пограничной службы Украины Николая Литвина.
- 23—26 апреля 2004: визит в Грецию министра иностранных дел Украины Константина Грищенко.
- 11—17 августа 2004: визит в Грецию в рамках участия Украины в Олимпийских играх премьер-министра страны и президента Национального олимпийского комитета Украины Виктора Януковича.
- 15—19 сентября 2004: визит в Грецию в рамках участия Украины в XII летних Паралимпийских играх вице-премьер-министра Украины Дмитрия Табачника.
- 17 мая 2005: встреча президента Украины Виктора Ющенко с премьер-министром Греции Костасом Караманлисом во время саммита СЕ в Варшаве.
- 23—25 сентября 2005: официальный визит заместителя министра иностранных дел Греции Павлоса Скандалакиса в Мариуполь.
- 9 февраля 2006: рабочий визит в Грецию первого заместителя министра иностранных дел Украины Антона Бутейко.
- 8 июня 2006: визит заместителя министра иностранных дел Греции Эврипидиса Стилианидиса.
- 20 сентября 2007: визит президента Украины Виктора Ющенко в Грецию.
- 15—16 апреля 2008: визит президента Греции Каролос Папульяса на Украину.
- 6—7 июня 2010: двухдневный визит президента Украины Виктора Януковича в Грецию, встреча с президентом Греции Каролосом Папульясом[11][12][13].
- 24 сентября 2010: встреча министра иностранных дел Греции Димитрис Друцаса и министра иностранных дел Украины Константина Грищенко, на которой обсуждался вопрос упрощения получения виз украинскими туристами[14].
- Октябрь 2011: визит президента Украины Виктора Януковича в Грецию[15].
- 18 января 2016 года состоялась встреча министров иностранных дел Павла Климкина и Никоса Кодзиаса в Совете министров иностранных дел ЕС, Брюссель[16].
- 22 января 2016 года состоялась встреча президента Украины Петра Порошенко с премьер-министром Греции Алексисом Ципрасом на Всемирном экономическом форуме в Давосе.
- 23 мая 2016 года состоялась встреча президента Украины Петра Порошенко с премьер-министром Греции Алексисом Ципрасом на Всемирном саммите по гуманитарным вопросам в Стамбуле.
- 8—9 февраля 2017 года состоялся визит премьер-министра Греции Алексиса Ципраса на Украину.
- 18—20 февраля 2017 года прошёл визит заместителя министра иностранных дел Греции, ответственного за диаспору греков Т.-Н.Куика на Украину (Мариуполь).
- 13—14 сентября 2017 года прошёл визит в Грецию министра иностранных дел Украины Павла Климкина (участие в Форуме «Athens Democracy Forum», Афины).
- 18 сентября 2017 года состоялась встреча министра иностранных дел Украины Павла Климкина с министром иностранных дел Греции Никосом Кодзиасом в рамках 72-й сессии Генеральной Ассамблеи ООН (Нью-Йорк).
- 11 апреля 2018 года состоялась трёхсторонняя встреча министров иностранных дел Павла Климкина (Украина), Никоса Кодзиаса (Греция) и Николы Димитрова (Македония).
- 16—19 мая 2018 года состоялся визит на Украину представителей парламентской группы дружбы «Греция-Украина» во главе с её председателем.
- В ноябре 2019 по результатам парламентских выборов в парламенте Греческой Республики была создана Группа Дружбы «Греция-Украина», в состав которой вошли 6 греческих депутатов.
- 5 декабря 2019 года была проведена встреча министра иностранных дел Украины Вадима Пристайко с министром иностранных дел Греции Никосом Дендиасам в рамках 26-го заседания Совета Министров ВС ОБСЕ (5—6 декабря 2019 года, Братислава, Словакия)[16].

## Украинцы в Греции
Украинская община Греции насчитывает более 25 тыс. человек, большинство из которых (около 20 тыс. человек) составляют представители трудовой миграции. Основными очагами пребывания украинцев в Греции являются Афины, Салоники и Патра, а также острова Крит и Родос. Украинцы в Греции объединены в национально-культурные общества (6 — в Афинах, 1 — в Салониках). При трёх украинских объединениях действуют украинские субботние / воскресные школы, которые сотрудничают с Международной украинской школой Министерства образования и науки Украины.